# Bruder Hans
Bruder Hans war ein deutscher Mariendichter des 14. Jahrhunderts.

## Leben und Werk
Über das Leben des Bruders Hans sind nur die vagen Hinweise bekannt, die sich aus seinem einzigen überlieferten Werk erschließen lassen, der Sammlung von Marienliedern. Er nennt sich selbst broeter Hanze und bezeichnet sich als ein nyderlender. Die überwiegend in Rhein-Maasländischer Mundart verfasste Dichtung legt eine Herkunft vom Niederrhein nahe, aus dem Raum zwischen Köln und Kleve. Vermutlich war er zunächst verheiratet, verließ dann aber seine Frau, um sich als Laienbruder einer nicht genauer bekannten marianischen Ordensgemeinschaft anzuschließen. Mit der Erwähnung der 1391 kanonisierten Birgitta von Schweden als Heiliger ist ein terminus post quem für die Entstehung seines Werkes gegeben, andererseits dürfte das Werk wohl noch vor 1400 abgeschlossen worden sein.
Die Sammlung seiner Marienlieder besteht aus einer 15-strophigen Einleitung und sechs Gesängen von je 100 Titurelstrophen, die alle mit einer Fürbitte enden, Hans und seine Frau mögen nach ihrem Tod ins Paradies gelangen. Die Gesänge haben folgenden Inhalt:
Einleitung: Lob der Jungfrau Maria und Hinweis auf alttestamentliche Prophezeiungen.
1. Genealogie Josefs
2. Kraft und Bedeutung des Wortes Ave
3. Marien genaat: Streit der vier Himmelstöchter (Barmung, Warheit, Rechtverticheit, Vrid) über die Erlösung der Menschheit, Verkündigung Mariens
4. Marien staat: Geburtsgeschichte Jesu
5. Marien danz: Die Freuden des Paradieses und die Stellung Mariens in der himmlischen Hierarchie
6. Marien glanz: Verschiedene Legenden über Maria und Jesus, Preis der Jungfrau für ihre Hilfe im Kampf gegen den Teufel

## Ausgaben
- Rudolf Minzloff (Hrsg.): Bruder Hansens Marienlieder aus dem 14. Jahrhundert. Hahn’sche Hofbuchhandlung, Hannover 1863, Digitalisat in der Google-Buchsuche.
- Michael S. Batts (Hrsg.): Bruder Hansens Marienlieder (= Altdeutsche Textbibliothek. 58). Niemeyer, Tübingen 1963, doi:10.1515/9783110962505.